# Sant Tomàs de Fluvià
Sant Tomàs de Fluvià – miejscowość w Hiszpanii, w Katalonii, w prowincji Girona, w comarce Alt Empordà, w gminie Torroella de Fluvià.
Według danych INE z 2005 roku miejscowość zamieszkiwały 33 osoby.